# Borut Pahor
Borut Pahor, född 2 november 1963 i Postojna, är en slovensk politiker som var Sloveniens president mellan 2012 och 2022. Han var Sloveniens premiärminister mellan 2008 och 2012 och är aktiv inom Socialdemokraterna (Socialni demokrati), vilket han också var ledare för från 1996 till 2012. 
I det nationella parlamentsvalet 2008 vann Pahor tillsammans med de liberala partierna Zares och Liberalna Demokracija Slovenije regeringsmakten. Under hösten 2011 förlorade Pahor en förtroendeomröstning i parlamentet och nyval utlystes. Hans företrädare, Janez Janša, valdes till ny premiärminister. Han besegrade den sittande presidenten Danilo Türk i presidentvalet 2012 med nästan två tredjedelar av rösterna, och tillträde den 22 december 2012 som president.